# 冬季帕拉林匹克運動會
，簡稱冬季帕運會，是一項國際綜合性賽事，參賽運動員為身心障礙者。這些運動員包括移動障礙、截肢、失明和腦性麻痺。冬季帕拉林匹克運動會每4年舉行一次，緊接著在冬季奧林匹克運動會之後舉行。冬季帕拉林匹克運動會和冬季奧林匹克運動會的主辦城市自1992年起為同一個。冬季帕拉林匹克運動會由國際帕拉林匹克委員會 (IPC) 監督。

## 歷史
冬季帕運會類似於夏季帕拉林匹克運動會。作為從二戰返回的受傷士兵尋求體育作為復建的方法。由路德維希·古特曼醫生組織，這是英國治療醫院之間的體育競賽始於1948年，一直持續到1960年罗马1960年夏季奥林匹克运动会之後。超過400位輪椅使用者參與1960年夏季残奥会，即成為首次帕運會。
Sepp Zwicknagl是殘疾運動員雪地運動的先驅，他是一名雙腿截肢奧地利滑雪運動員，他們使用假肢進行滑雪。 他的工作為希望參加冬季運動的殘疾人開創了技術進步。但該事件進展緩慢，直到1974年，才舉辦了第一次身體受損運動員的官方世界滑雪比賽，特別是下坡和越野滑雪。
第一屆冬季帕運會在1976年於瑞典恩舍尔兹维克2月21日至28日舉行。高山和北歐滑雪主要為截肢者和視力受損的運動員參與，但雪橇競速列為示範活動。來自16個國家的198名參賽運動員，這是第一次允許輪椅使用者運動員以外的障礙的運動員競爭賽事。
從1988年起夏季帕運與當年夏季奥林匹克运动会同城，並在国际奥林匹克委員會與國際帕拉林匹克委員會的協議下得以确认，1992年冬季帕拉林匹克運動會也和冬季奧運會在同一城市舉行。
由1994年冬季帕拉林匹克運動會開始夏季殘奧會和冬季殘奧會以相隔一个偶数年的时段错开举办，在这之前的1976年至1992年间，夏季殘奧會和冬季殘奧會都是同年举行的，錯開舉辦後只有2020年夏季帕拉林匹克運動會和2022年冬季帕拉林匹克運動會間隔最短，僅相差半年，原因為2020年夏季殘奧會因2019冠状病毒病疫情延期一年舉行。
2022年冬季帕拉林匹克運動會主辦城市中华人民共和国北京成為第一個舉辦夏季帕運會和冬季帕運會賽事的城市。

## 舞弊
運動員會為追求成績過度傷害，以及使用禁藥。2002年，德國滑雪選手Thomas Oelsner成为第一個驗出類固醇陽性的冬季帕運會運動員。他獲得的兩面高山滑雪金牌在之後被取消。目前面對殘奧組織官員的一個擔憂是提高血壓的技術，稱為autonomic dysreflexia。血壓升高可以提高15％的表現，在耐力運動中越野滑雪最有效。為了增加血壓，運動員會故意傷害肢體以下的脊柱損傷。 這種創傷可以包括破壞骨頭，縮緊四肢，使用高壓絲襪。 運動員的傷害是無痛的，但會影響身體並影響運動員的血壓，以及允許膀胱過度填充的行為也是如此。

## 殘疾分類
IPC已經建立了適用於夏季和冬季殘奧會的六個殘疾類別。具有這些身體殘疾的運動員能夠在殘奧會中進行競爭，儘管不是每項運動都可以允許每一個殘疾類別。
- 截肢: 運動員部分或全部失去至少一條肢體。
- 腦癱: 運動員不具進步的brain damage,例如腦性麻痺、traumatic brain injury、中風或類似的殘疾影響肌肉控制、平衡、运动协调。
- 智力障礙:運動員有重要impairment in intellectual functioning以及適應行為的相關限制。
- 輪椅: 運動員因為脊髓損傷或其他殘疾而需要使用輪椅。
- 視覺障礙: 運動員有視力障礙影響從部分視力 ,可以判斷其盲人,或完全失明.
- 其他:與不嚴格屬於其他五個類別之一下一個身體殘疾的運動員例如 侏儒症、多发性硬化症 or 先天性障碍 deformities影響肢體例如由沙利度胺引起 (the name for this category is French for "the others").[11]

## 帕運會比賽項目列表
該顏色表示已停辦的項目
| 運動         | 年                   |
| ------------ | -------------------- |
| 高山滑雪     | 全部                 |
| 雪橇曲棍球   | 從1994年開始         |
| 冰上雪橇競技 | 1980–1988, 1994–1998 |
| 冬季兩項     | 從1988年開始         |
| 越野滑雪     | 全部                 |
| 單板滑雪     | 從2014年開始         |
| 輪椅冰壺     | 從2006年開始         |

## 獎牌統計
| No. | 國家            | 次數 | 金牌 | 銀牌 | 銅牌 | 總計 |
| --- | --------------- | ---- | ---- | ---- | ---- | ---- |
| 1   | 挪威（NOR）     | 11   | 135  | 103  | 81   | 319  |
| 2   | 德国（GER）     | 11   | 130  | 113  | 102  | 345  |
| 3   | 奥地利（AUT）   | 11   | 104  | 113  | 108  | 325  |
| 4   | 美国（USA）     | 11   | 97   | 104  | 76   | 277  |
| 5   | 俄罗斯（RUS）   | 6    | 84   | 88   | 61   | 233  |
| 6   | 芬兰（FIN）     | 11   | 76   | 48   | 59   | 182  |
| 7   | 法国（FRA）     | 11   | 52   | 47   | 52   | 152  |
| 8   | 瑞士（SUI）     | 11   | 50   | 55   | 48   | 153  |
| 9   | 加拿大（CAN）   | 11   | 43   | 43   | 49   | 135  |
| 10  | 瑞典（SWE）     | 11   | 26   | 32   | 41   | 99   |
| 11  | 乌克兰（UKR）   | 5    | 20   | 34   | 36   | 90   |
| 12  | 日本（JPN）     | 11   | 20   | 28   | 32   | 80   |
| 13  | 西班牙（ESP）   | 9    | 15   | 16   | 11   | 42   |
| 14  | 新西兰（NZL）   | 10   | 15   | 6    | 7    | 26   |
| 15  | 意大利（ITA）   | 10   | 12   | 20   | 29   | 61   |
| 16  | 波兰（POL）     | 10   | 11   | 6    | 27   | 44   |
| 17  | （AUS）         | 10   | 11   | 6    | 13   | 32   |
| 18  | 独联体（EUN）   | 1    | 10   | 8    | 3    | 21   |
| 19  | 斯洛伐克（SVK） | 6    | 9    | 17   | 18   | 44   |
| 20  | 捷克（CZE）     | 5    | 5    | 5    | 5    | 15   |

## 历届冬季残奥会一览
| 屆次 | 年分 | 主辦地                    | 帕拉林匹克運動會宣布開幕者         | 日期                         | 參賽國家及地區 | 運動員人數 | 運動員人數 | 運動員人數 | 大項 | 小項 | 獎牌榜頭名    |
| 屆次 | 年分 | 主辦地                    | 帕拉林匹克運動會宣布開幕者         | 日期                         | 參賽國家及地區 | 總計       | 男子       | 女子       | 大項 | 小項 | 獎牌榜頭名    |
| ---- | ---- | ------------------------- | ---------------------------------- | ---------------------------- | -------------- | ---------- | ---------- | ---------- | ---- | ---- | ------------- |
| I    | 1976 | 瑞典恩舍爾茲維克          | 卡爾十六世國王                     | 1976年2月21日至1976年2月28日 | 16             | 53         |            |            | 2    | 53   | 西德（FRG）   |
| II   | 1980 | 挪威耶盧                  | 奧拉夫五世國王                     | 1980年2月1日至1980年2月7日   | 18             | 299        |            |            | 3    | 63   | 挪威（NOR）   |
| III  | 1984 | 奥地利因斯布鲁克,         | 魯道夫·基希施萊格總統              | 1984年1月14日至1984年1月20日 | 22             | 419        |            |            | 3    |      | 奥地利（AUT） |
| IV   | 1988 | 奥地利因斯布魯克          | 寇特·華德翰總統                    | 1988年1月18日至1988年1月25日 | 22             | 377        |            |            | 4    |      | 挪威（NOR）   |
| V    | 1992 | 法国蒂涅 - 阿尔贝维尔     | 弗朗索瓦·密特朗總統                | 1992年3月25日至1992年4月1日  | 24             | 365        | 288        | 77         | 4    | 79   | 美国（USA）   |
| VI   | 1994 | 挪威利勒哈默尔            | 宋雅王后                           | 1994年3月10日至1994年3月19日 | 31             | 471        |            |            | 5    |      | 挪威（NOR）   |
| VII  | 1998 | 日本長野                  | 皇太子德仁親王                     | 1998年3月5日至1998年3月14日  | 31             | 562        |            |            | 5    |      | 挪威（NOR）   |
| VIII | 2002 | 美国盐湖城                | 喬治·布希總統                      | 2002年3月7日至2002年3月16日  | 36             | 416        |            |            | 4    |      | 德国（GER）   |
| IX   | 2006 | 意大利都灵                | 卡洛·阿澤利奧·錢皮總統             | 2006年3月10日至2006年3月19日 | 38             | 474        |            |            | 5    | 58   | 俄罗斯（RUS） |
| X    | 2010 | 加拿大溫哥華 - 威士拿     | 莊美楷總督                         | 2010年3月12日至2010年3月21日 | 44             | 502        |            |            | 5    | 64   | 德国（GER）   |
| XI   | 2014 | 俄罗斯索契                | 弗拉基米爾·弗拉基米羅維奇·普京總統 | 2014年3月7日至2014年3月16日  | 45             | 550        |            |            | 6    | 72   | 俄罗斯（RUS） |
| XII  | 2018 | 南韓平昌                  | 文在寅總統                         | 2018年3月9日至2018年3月18日  | 49             | 569        |            |            | 6    | 80   | 美国（USA）   |
| XIII | 2022 | 中國北京                  | 習近平主席                         | 2022年3月4日至2022年3月13日  |                |            |            |            | 6    | 78   |               |
| XIV  | 2026 | 意大利米兰-科尔蒂纳丹佩佐 |                                    | 2026年3月6日至2026年3月15日  |                |            |            |            | 6    | 79   |               |
| XV   | 2030 | 法国阿爾卑斯山            |                                    | 2030年2月28日至2030年3月9日  |                |            |            |            |      |      |               |
| XVI  | 2034 | 美国盐湖城                |                                    | 2034年3月10日至2026年3月19日 |                |            |            |            |      |      |               |

## 外部連結
- Paralympic Link Directory （页面存档备份，存于）
- Official IPC Website （页面存档备份，存于）
- Paralympics History By Susana Correia in Accessible Portugal Online Magazine